# Syzygium glenum
Syzygium glenum är en myrtenväxtart som beskrevs av Lyndley Alan Craven. Syzygium glenum ingår i släktet Syzygium och familjen myrtenväxter.
Artens utbredningsområde är Queensland. Inga underarter finns listade i Catalogue of Life.